# Henryk Lothamer
Henryk Lothamer (ur. 9 marca 1945 w Warszawie, zm. 5 listopada 1979 w Konstancinie-Jeziornie) – polski pisarz, scenarzysta, autor powieści młodzieżowych.

## Życiorys
Ze względu na poważną chorobę (nowotwór oka) zakończył edukację na szkole podstawowej. Po wejściu w konflikt z prawem przez pewien czas (do 1963) przebywał w więzieniu, potem pracował w placówkach opiekuńczych dla dzieci i młodzieży. W 1974 debiutował jako literat; opublikował pięć powieści, cztery z nich przeznaczone są dla dzieci i młodzieży – Do zobaczenia, Mamo, Król z Babskich Łąk, Wszystko powiem Lilce, Wilk. Był jednym z autorów scenariusza do filmu w reżyserii Jadwigi Kędzierzawskiej Chciałbym się zgubić (1979, na podstawie Do zobaczenia, Mamo). Otrzymał kilka nagród literackich w tym w 1978 Harcerską Nagrodę Literacką (za książkę: Do zobaczenia, mamo).

## Utwory
- Dlaczego tak, dlaczego nie (1974; debiut)
- Do zobaczenia, mamo (1977; na jej podstawie nakręcono film fabularny Chciałbym się zgubić; nagroda Premio Europeo 1978)
- Król z Babskich Łąk (1977)
- Wilk (1979; publikowana w „Świecie Młodych”)
- Wszystko powiem Lilce (1979)